# Tour de Flandes 1920
El Tour de Flandes 1920 es la 4.ª edición del Tour de Flandes. La carrera se disputó el 21 de marzo de 1920, con inicio y final en Gante después de un recorrido de 248 kilómetros. 
El vencedor final fue el belga Jules van Hevel, que se impuso al esprint a su compañero de fuga Albert Dejonghe en su llegada a Gante a sus compañeros de fuga. Fons Van Hecke acabó tercero.

## Clasificación final
|    | Ciclista              | Equipo      | Tiempo     |
| -- | --------------------- | ----------- | ---------- |
| 1  | Jules Van Hevel       |             | 9h 30' 00" |
| 2  | Albert Dejonghe       |             | m. t.      |
| 3  | Fons Van Hecke        |             | + 1' 00"   |
| 4  | Albert Dejonghe       |             | m. t.      |
| 5  | Émile Masson          | Alcyon      | + 11' 00"  |
| 6  | Louis Mottiat         | La Sportive | m. t.      |
| 7  | Arthur van Branthegem |             | m. t.      |
| 8  | Urbain Anseeuw        | La Sportive | m. t.      |
| 9  | Louis Budts           |             | m. t.      |
| 10 | Isidoor Mechant       |             | + 19' 30"  |